# Eberhard Langer
Eberhard Langer (* 26. Juni 1934 in Chemnitz) ist ein deutscher Ingenieur und Politiker (SED, PDS). Er war zwischen 1986 und 1990 Oberbürgermeister von Karl-Marx-Stadt und von 1990 bis 1999 Mitglied des Sächsischen Landtages.

## Leben
Eberhard Langer besuchte die Grund- und Oberschule in Chemnitz und absolvierte sein Abitur im Jahr 1952. Anschließend studierte er Physik und Werkstofftechnik in Leipzig beziehungsweise Karl-Marx-Stadt. Seit 1957 ist er Ingenieur und seit 1965 Diplom-Ingenieur. Im Jahr 1973 promovierte Eberhard Langer zum Dr.-Ing. Von 1957 bis 1978 war er Arbeitsleiter und Betriebsdirektor des VEB Schraubenfabrik Karl-Marx-Stadt. Zwischen 1969 und 1979 war er Direktor des VEB Schraubenkombinats und von Oktober 1990 bis 1993 Geschäftsführer der Sächsischen Schraubenwerke Chemnitz GmbH.
Langer ist verheiratet und hat vier Kinder.

## Politik
Eberhard Langer ist nach eigenen Angaben seit 1959 und nach anderen Quellen seit 1962 Mitglied der SED beziehungsweise der PDS. Er war zwischen 1979 und 1984 erster Stellvertreter des Oberbürgermeisters in Karl-Marx-Stadt. In den Jahren 1985 und 1986 war er Vorsitzender im Rat des Kreises Freiberg. Von 1986 bis 1990 war Eberhard Langer Oberbürgermeister von Karl-Marx-Stadt. Im Oktober 1990 zog er über die Landesliste in den Sächsischen Landtag ein, dem er für zwei Wahlperioden bis 1999 angehörte. Dort war er in der 1. Wahlperiode Mitglied im Ausschuss für Wirtschaft und Arbeit und in der 2. Wahlperiode stellvertretender Vorsitzender im Ausschuss für Wirtschaft, Arbeit und Technologie sowie Mitglied im Haushalts- und Finanzausschuss.
Ab 1993 war Langer Mitglied im Bundesparteirat der PDS. Zwischen 1979 und 1984, zwischen 1986 und 1990 sowie ab 1994 war er Stadtverordneter beziehungsweise Stadtrat in Chemnitz. Ab 1993 war er Mitglied des Aufsichtsrats der Wirtschaftsförderungsgesellschaft in Chemnitz und ab 1994 des Aufsichtsrats der Chemnitzer Verkehrs-Aktiengesellschaft.

## Kritik
Kritiker geben zu bedenken, dass Langer sich von seiner Rolle im SED-Staat bis heute nie klar distanziert hat, insbesondere was seine Beteiligung an Vorbereitungsmaßnahmen zur Internierung von Dissidenten im Herbst 1989 ("Gitter 1") anbetrifft. Darüber hinaus wird kritisiert, dass Langer sich im Kommunalwahlkampf 2009 positiv auf seine Mitwirkung in der sozialistischen DDR-Diktatur bezog.